# Antonio Campillo
Antonio Campillo Medina (ur. 16 grudnia 1990 w Madrycie) – hiszpański piłkarz występujący na pozycji pomocnika w CD Lugo.